# Hanna Palska
Hanna Teresa Palska (ur. 29 kwietnia 1959, zm. 24 października 2020) – polska socjolożka, doktor habilitowana nauk humanistycznych, profesor nadzwyczajna Instytutu Filozofii i Socjologii Polskiej Akademii Nauk oraz Collegium Civitas.

## Życiorys
29 września 1993 obroniła pracę doktorską Nowa inteligencja w Polsce Ludowej. Świat przedstawień i elementy rzeczywistości (promotor – Andrzej Siciński) wydaną następnie w roku 1994 przez Wydawnictwo IFiS PAN. 29 stycznia 2003 habilitowała się na podstawie pracy zatytułowanej Bieda i dostatek. O nowych stylach życia w Polsce końca lat dziewięćdziesiątych. Została powołana na stanowisko profesora uczelni. 
Była profesorką w Instytucie Socjologii na Wydziale Historycznym i Socjologicznym Uniwersytetu w Białymstoku i w Katedrze Socjologii Collegium Civitas. Piastowała stanowisko profesora nadzwyczajnego w Instytucie Filozofii i Socjologii Polskiej Akademii Nauk oraz w Collegium Civitas. Była prorektor Collegium Civitas, a także członkinią Komitetu Narodowego do spraw Współpracy z Europejską Fundacją Nauki (ESF) Prezydium Polskiej Akademii Nauk.
Jej zainteresowania naukowe obejmowały style życia różnych segmentów społecznych, kulturowe aspekty struktury społecznej, ruchliwość społeczną: kulturowe i psychospołeczne skutki awansu i degradacji, biedę, bezrobocie, kulturowe zróżnicowanie społeczeństwa polskiego, socjologię emocji oraz style życia. Specjalizowała się w zakresie niesondażowych technik badawczych oraz badań nad inteligencją i kulturą codzienności.
Zmarła 24 października 2020 na COVID-19, pochowana na cmentarzu parafialnym w Raszynie.